# 柏神社
柏神社（かしわじんじゃ）は、千葉県柏市柏三丁目にある神社。羽黒神社と八坂神社を合祀した神社である。旧来、天王様として親しまれてきた。旧社格は村社。

## 祭神
羽黒神社
- 月読命
- 大山祇命
- 大己貴命
- 少彦名命
- 伊氐波神
- 稲倉魂命

八坂神社
- 素戔嗚尊
- 稲田姫命

## 由緒
宮司: 友野俊政
- 八坂神社は1661年（寛文元年）頃　京都市東山区祇園町の八坂神社より迎えられ当地に鎮座。
- 羽黒神社は1660年（万治3年）頃　山形県出羽三山の羽黒神社より柏の羽黒台（当地の近隣）に迎えられたといわれている。
- 1888年（明治21年）　羽黒神社を当地の境内に遷宮。
- 1907年（明治40年）　羽黒神社を八坂社内に合祀。
- 1974年（昭和49年）　社殿の改築と同時に「柏神社」と名称を改めている。宗教法人名は「羽黒神社」[3]。

## 境内

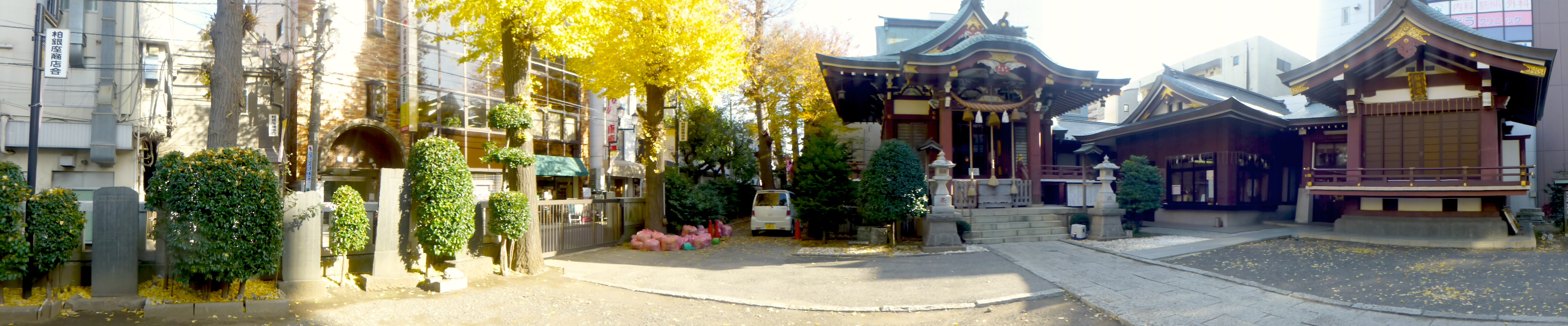
柏神社のパノラマ、秋 (2012年)

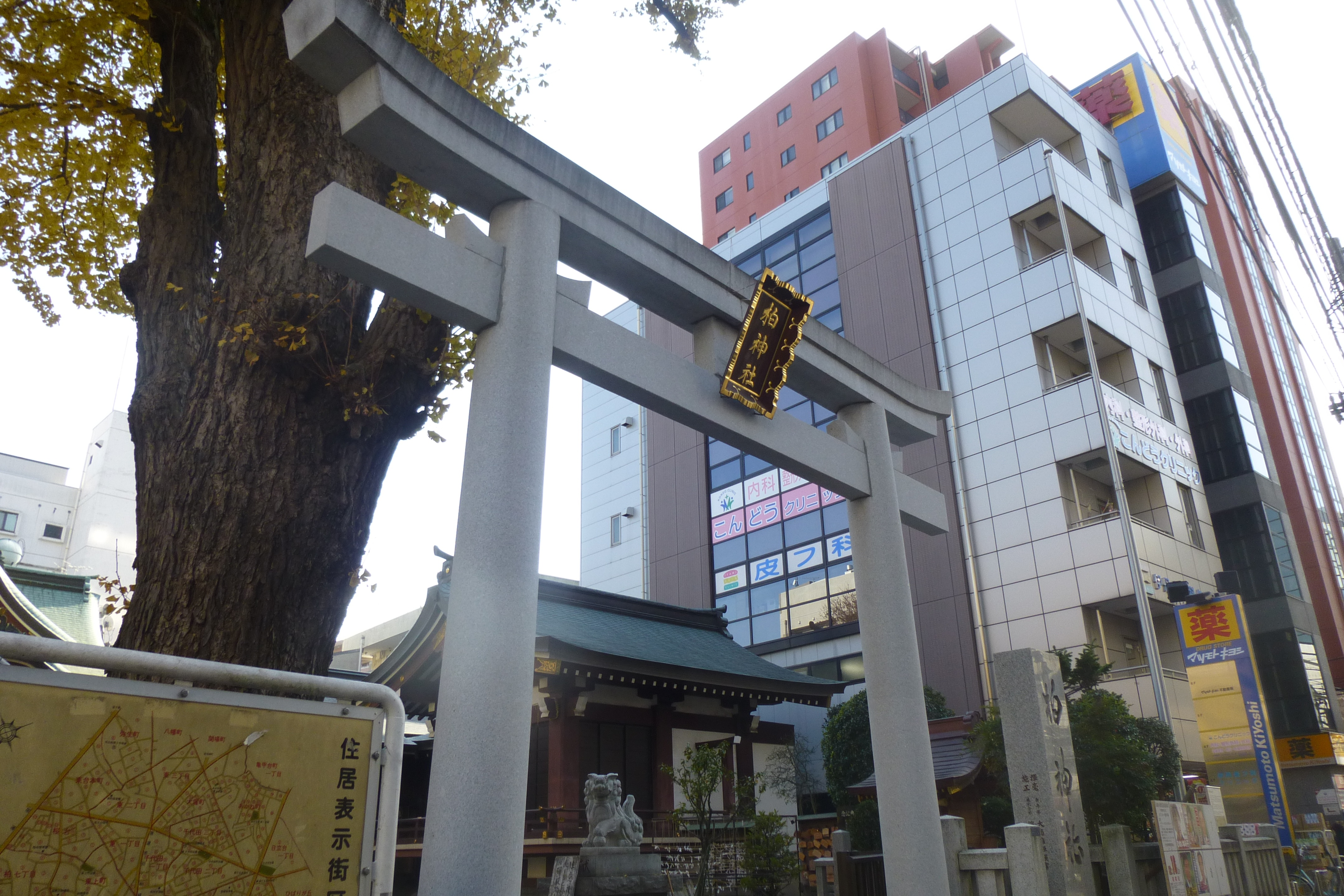
鳥居
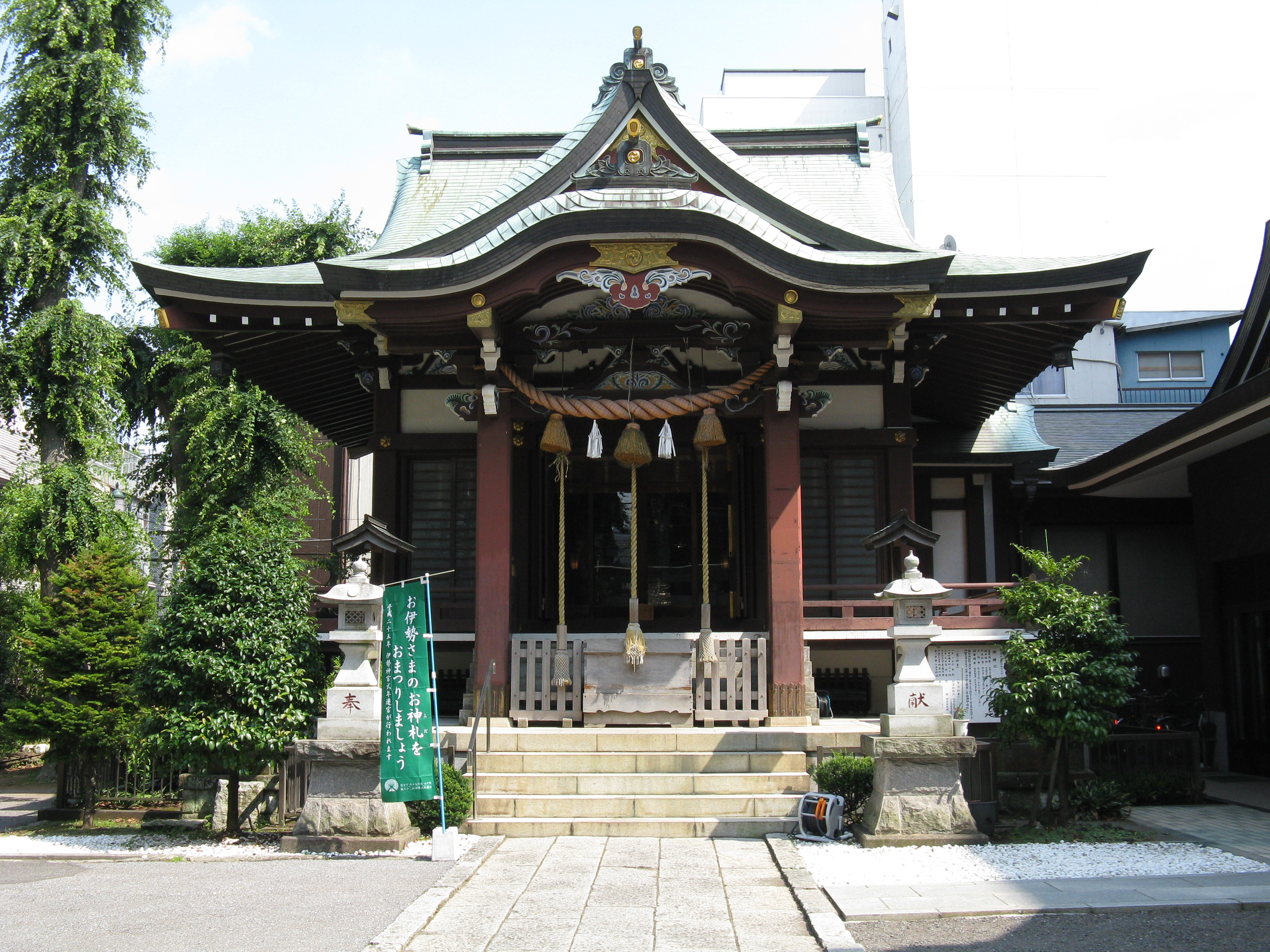
拝殿
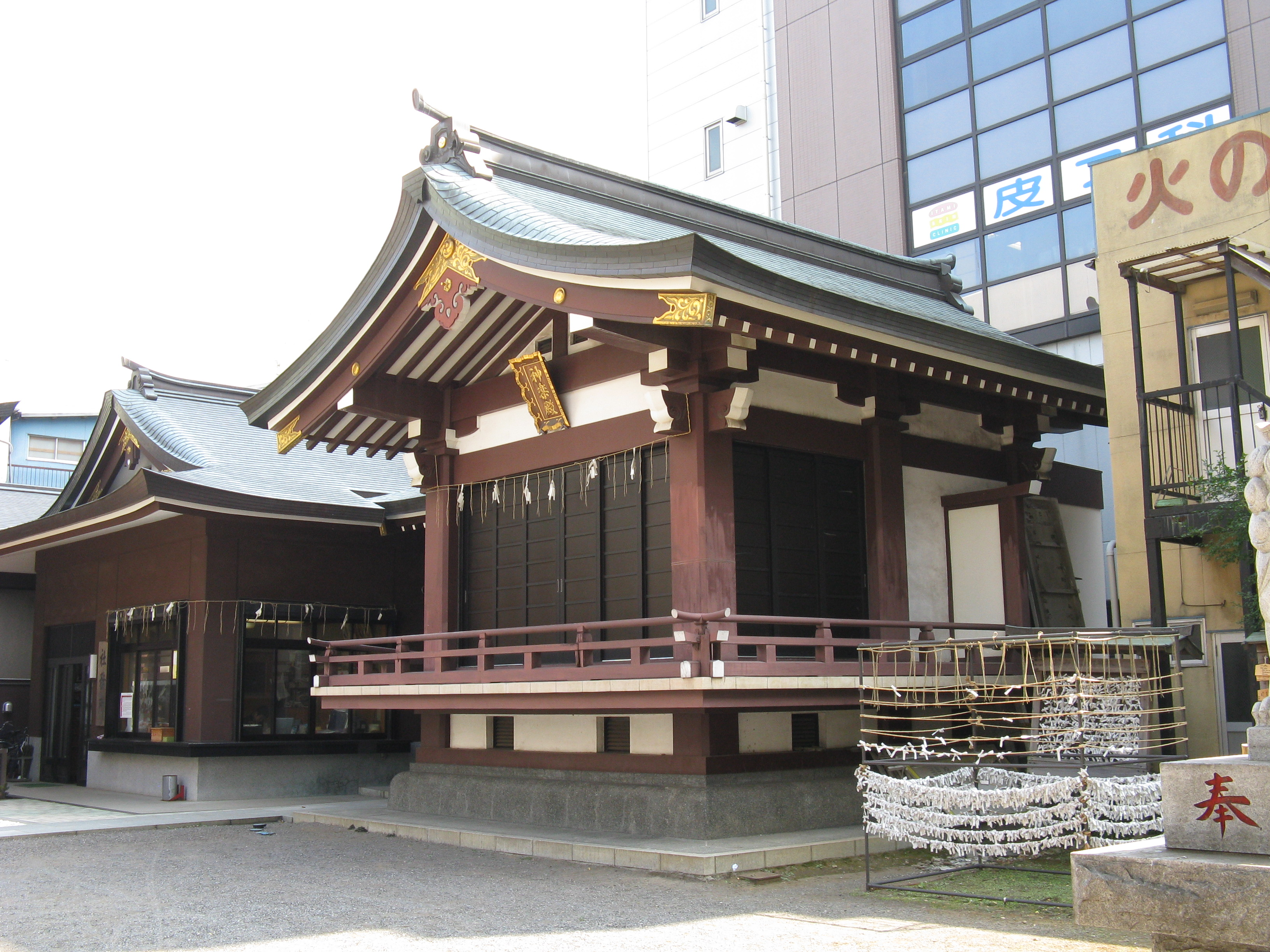
神楽殿
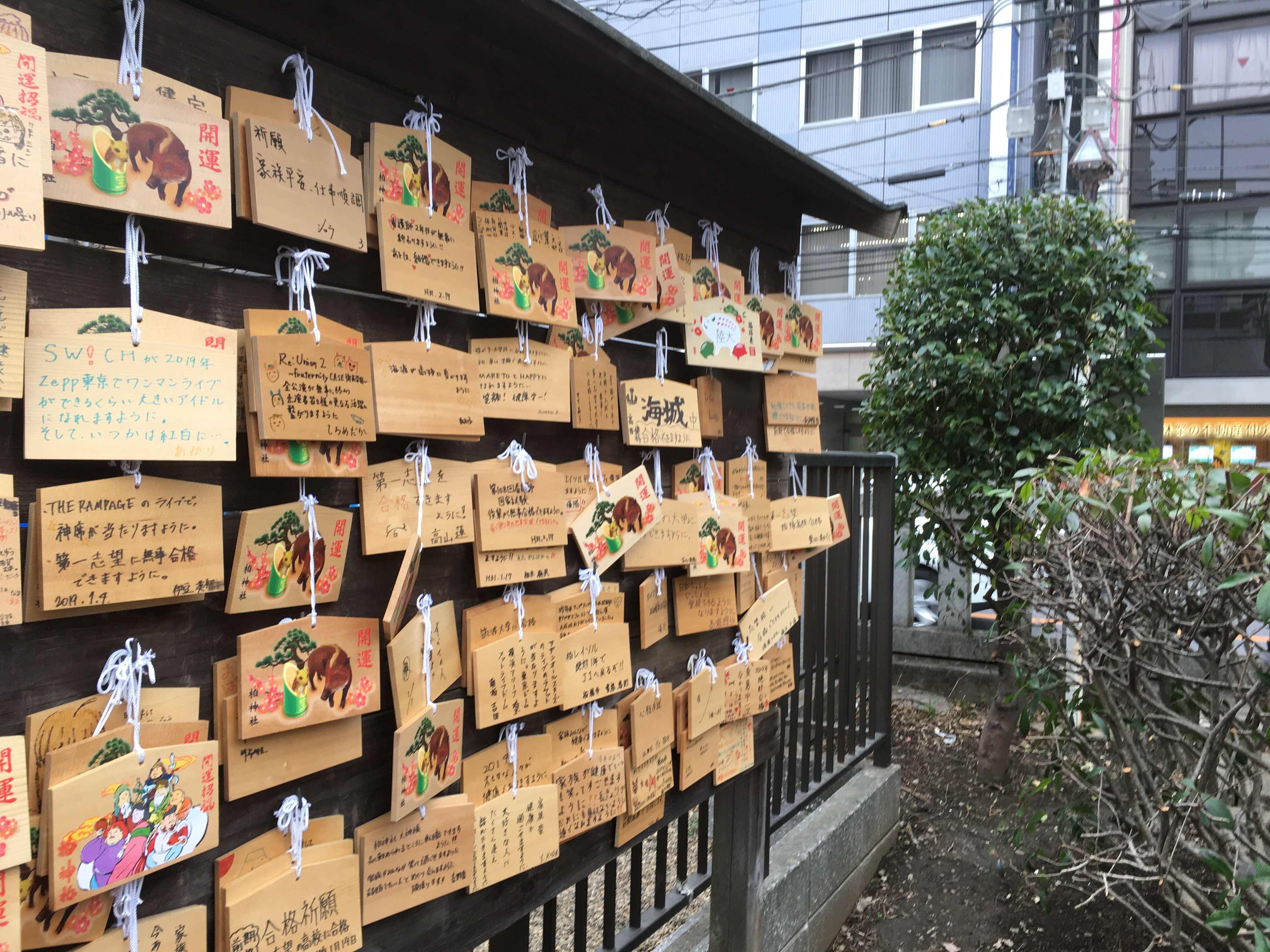
社務所
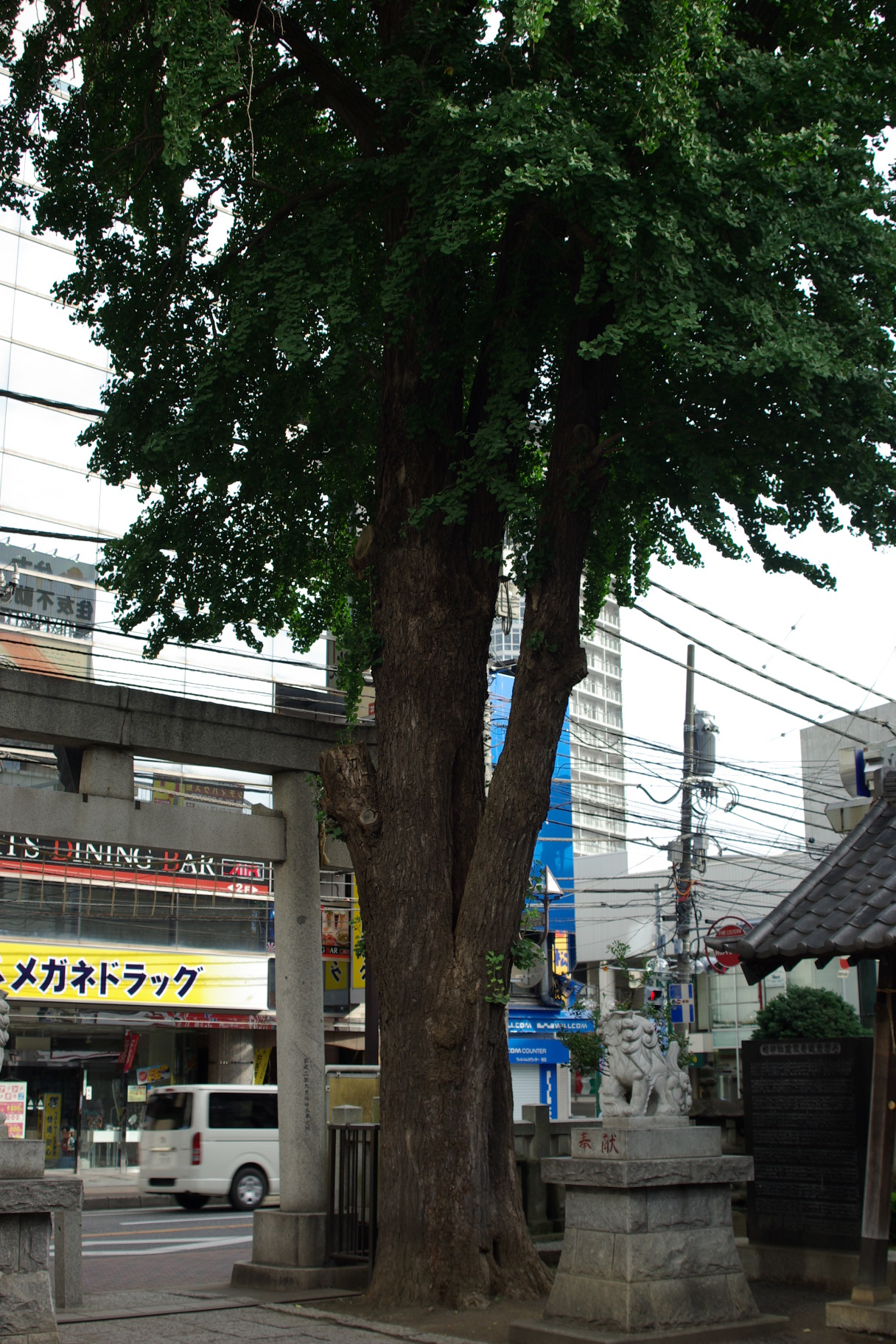
樹齢300年を超える銀杏の巨木  - 鳥居
  - 拝殿
  - 神楽殿
  - 絵馬掛け
  - 銀杏の巨木

## 祭事
- 節分祭 - 2月3日
- 落語寄席公演

## 交通アクセス
JR東日本・東武鉄道柏駅より徒歩5分